# Federação das Associações dos Operiarios de Macau
Federação das Associações dos Operiarios de Macau is de koepelorganisatie waar de meeste vakbewegingen van Macau aan verbonden zijn. 
De organisatie werd in 1984 opgericht en heeft een eigen verenigingsgebouw in Macau. Het motto van de vereniging luidt: "(Chinees) nationalisme en (Macaus) regionalisme". De vereniging behartigt de belangen van de werkende klasse van Macau en is actief in de lokale politiek van Macau. 
De partij União para o Desenvolvimento is verbonden aan deze vakbeweging. De partij stemt in met een beleid naar de voorkeur van de Volksrepubliek en wordt daarom gezien als lid van het "pro-Beijingkamp". Sinds 1992 is de partij vertegenwoordigd in de Assembleia Legislativa de Macau. De latere Chefe do Executivo (regeringsleider) van Macau, Fernando Chui Sai-on, vertegenwoordigde de vakbeweging in de assemblee.